# 太平街道 (盘山县)
太平街道，是中华人民共和国辽宁省盘锦市盘山县下辖的一个乡镇级行政单位。

## 行政区划
太平街道下辖以下地区：
太平社区、西五社区、东五社区、黄金社区、贾家社区、杜家社区、龙祥社区、蓝桥社区、太平河社区、拥军村、孙家村、八间村、仙水村、张家村、常家村和新村。